# 川場村
川場村（日语：／ Kawaba mura */?）是群馬縣的一村。